# Stonehouse (Devon)
Stonehouse – dzielnica miasta Plymouth, w Anglii, w Devon, w dystrykcie (unitary authority) Plymouth. Stonehouse jest wspomniana w Domesday Book (1086) jako Stanehus.